# Полтавский музей дальней и стратегической авиации
Музей тяжёлой бомбардировочной авиации (укр. Музей важкої бомбардувальної авіації) — музей авиационной техники, расположенный в г. Полтава на территории бывшей авиабазы «Полтава-4».
До 2004 года на авиабазе базировалась 13-я гвардейская Днепропетровско-Будапештская ордена Суворова тяжелая бомбардировочная авиационная дивизия. В её составе было 18 Ту-22М3 и 6 Ту-16.
Согласно украинско-американскому Соглашению о ликвидации стратегических ядерных вооружений, в феврале 2006 года на полтавском военном аэродроме разрезали последний бомбардировщик Ту-22М3 ВВС Украины. Для музейной экспозиции было сохранено 2 бомбардировщика, ещё несколько привезли из других городов.
В 2007 году на территории бывшей авиабазы был создан музей благодаря энтузиазму бывших военных летчиков.
По состоянию на ноябрь 2019 года экспозиция авиамузея насчитывала 14 самолётов, авиационные крылатые ракеты (КСР-2, КСР-5, Х-22) и авиационные бомбы весом от 100 до 9000 кг.

## Экспозиция

### Открытая стоянка самолетов
| Изображение | Тип                                                            | Описание                                                |
| ----------- | -------------------------------------------------------------- | ------------------------------------------------------- |
|             | Ту-160 Ранее принадлежал 184 ТБАП (Прилуки)                    | сверхзвуковой стратегический бомбардировщик-ракетоносец |
|             | Ту-134УБЛ Ранее принадлежал 184 ТБАП (Прилуки)                 | учебно-тренировочный самолёт                            |
|             | Ту-95МС Ранее принадлежал 1006 ТБАП (Узин)                     | турбовинтовой стратегический бомбардировщик-ракетоносец |
|             | Ту-22М3 «Александр Молодчий» Ранее принадлежал 260ТБАП (Стрый) | дальний сверхзвуковой ракетоносец-бомбардировщик        |
|             | Ту-22КД Ранее принадлежал 341 ТБАП (Озерное)                   | дальний тяжёлый сверхзвуковой бомбардировщик            |
|             | Ту-16К-26 Ранее принадлежал 260 ТБАП (Стрый)                   | тяжёлый двухмоторный реактивный ракетоносец             |
|             | МиГ-23УБ                                                       | учебно-боевой самолёт                                   |
|             | МиГ-25ПДС                                                      | истребитель-перехватчик                                 |
|             | Су-15УМ Ранее принадлежал 62 ИАП (Бельбек)                     | учебно-тренировочный самолёт                            |
|             | Су-17М4Р                                                       | Самолёт-разведчик                                       |
|             | Ан-2                                                           | лёгкий многоцелевой самолёт                             |
|             | Ми-6А                                                          | тяжёлый многоцелевой вертолёт                           |
|             | Ми-8ППА                                                        | вертолёт радиоэлектронной борьбы                        |
|             | КСР-2                                                          |                                                         |
|             | КСР-5                                                          |                                                         |
|             | Х-22                                                           |                                                         |
|             | ФАБ-9000 М-54                                                  |                                                         |

## Галерея фотографий

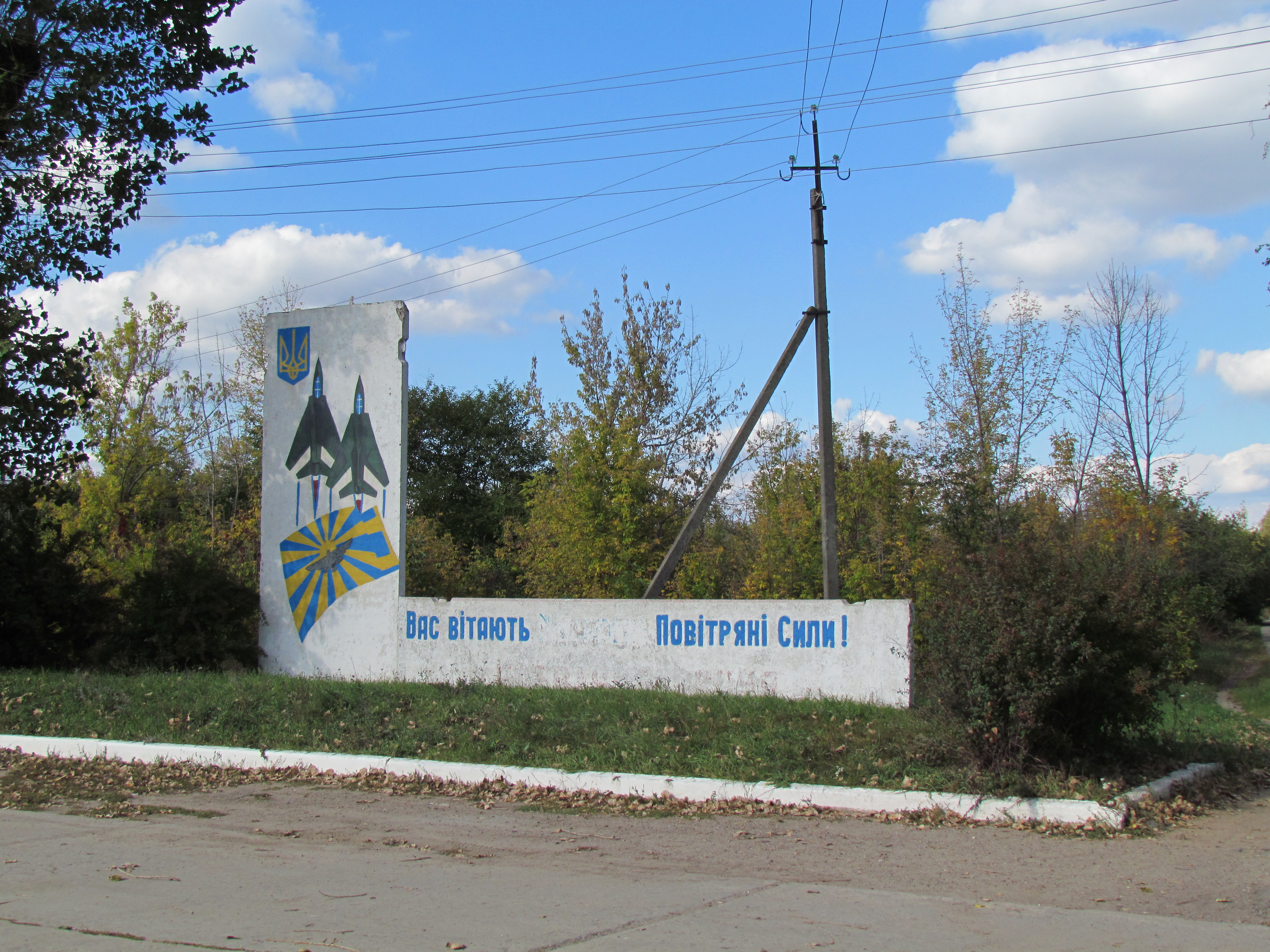
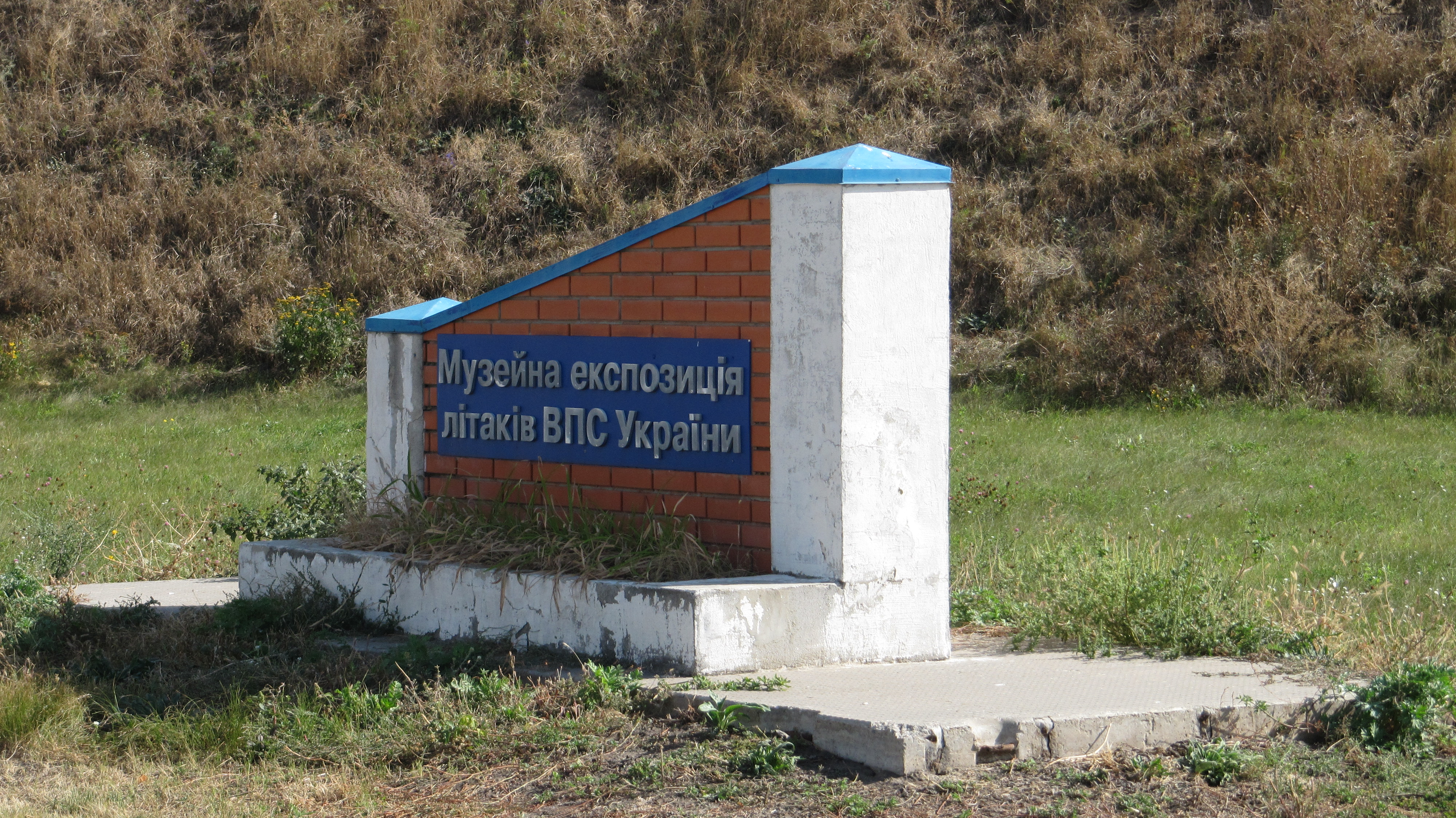
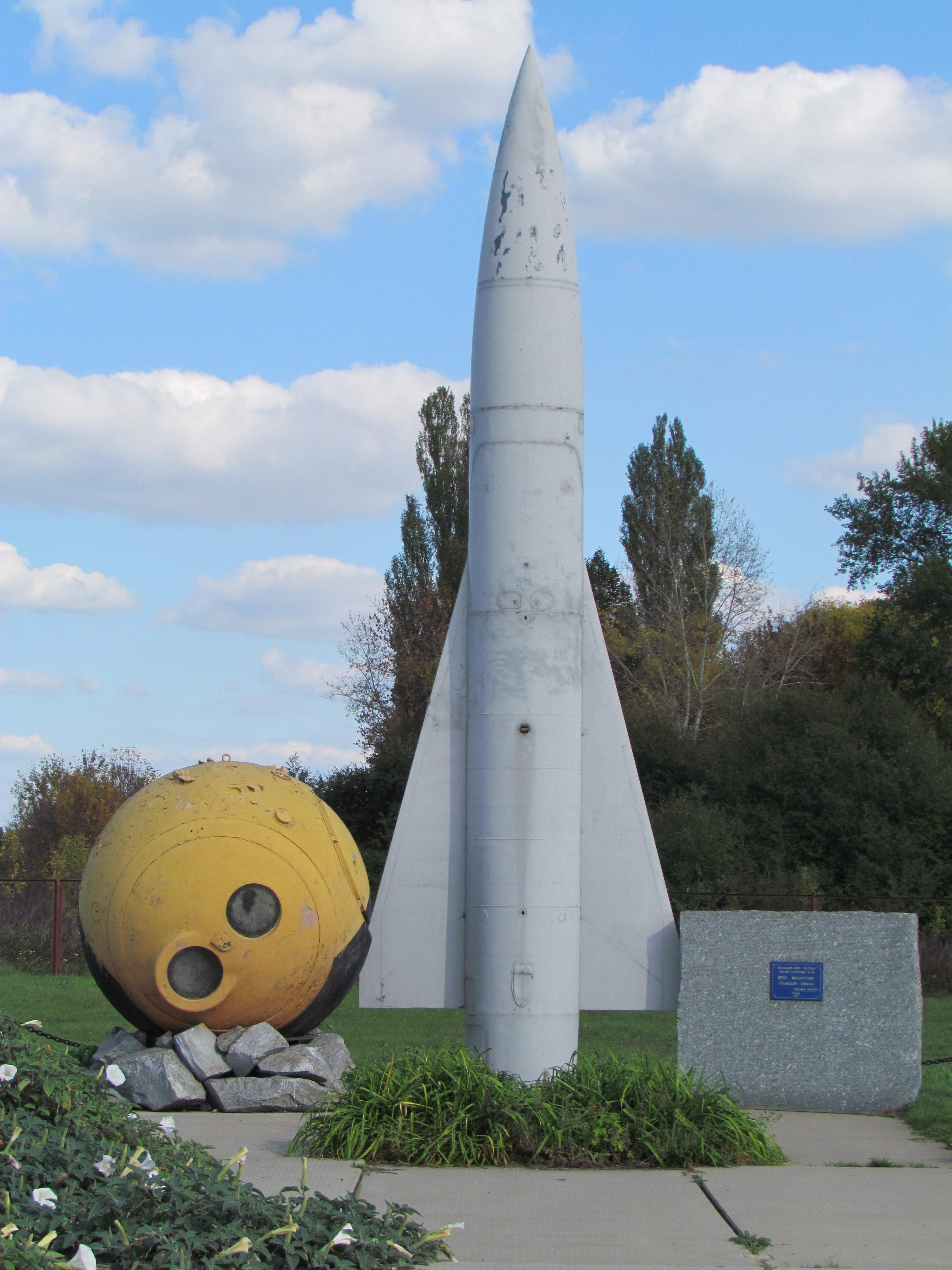
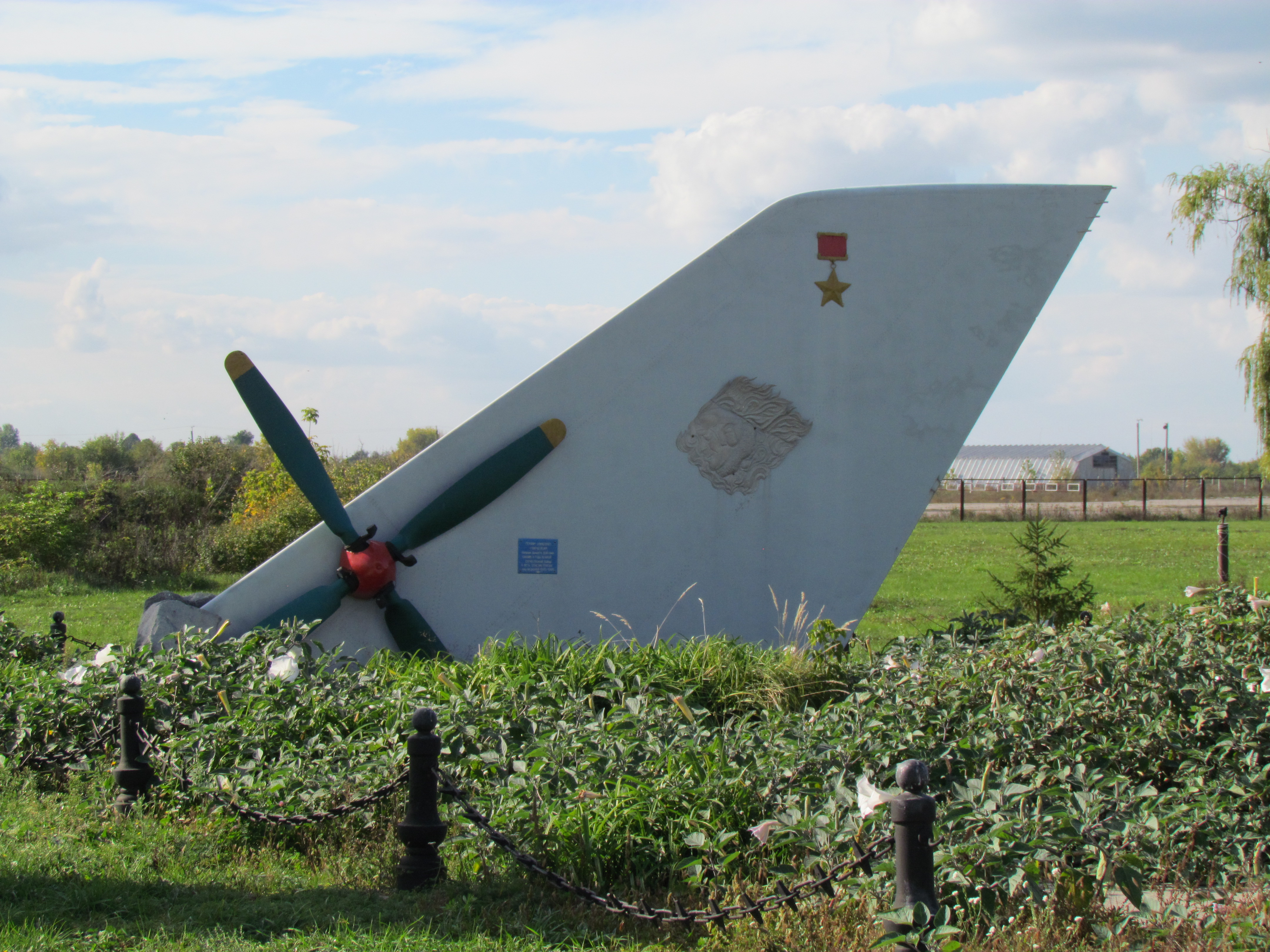
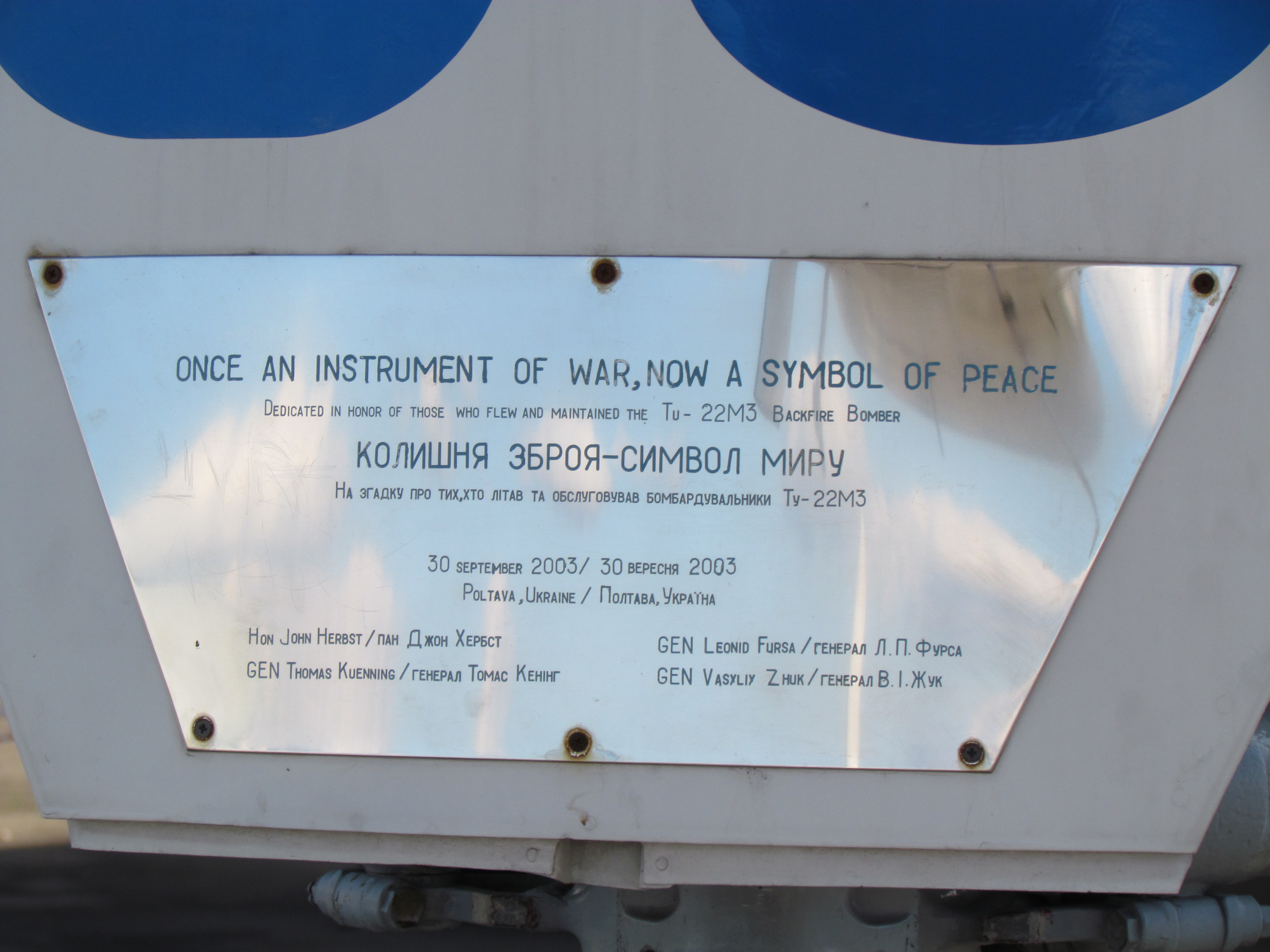
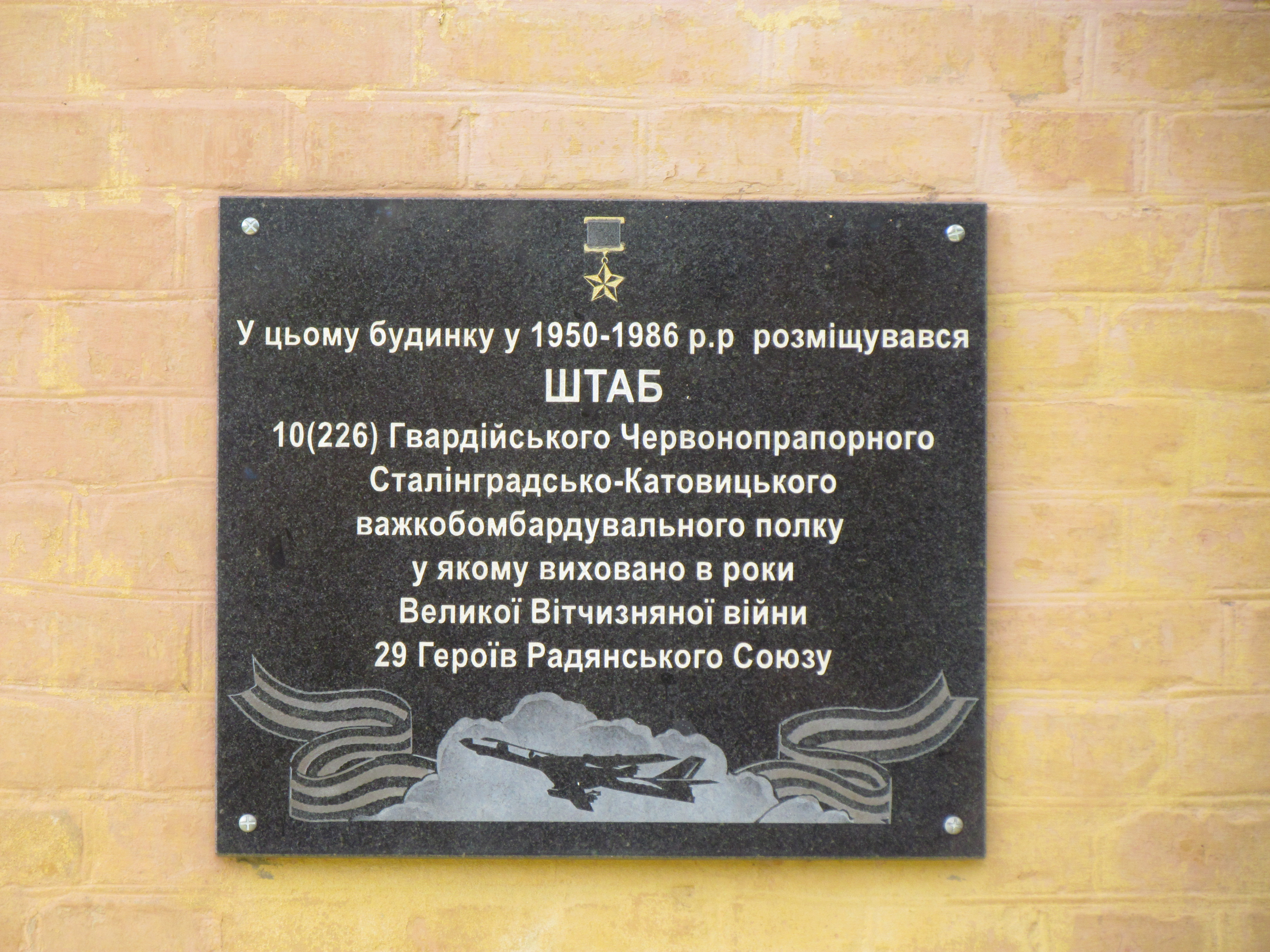
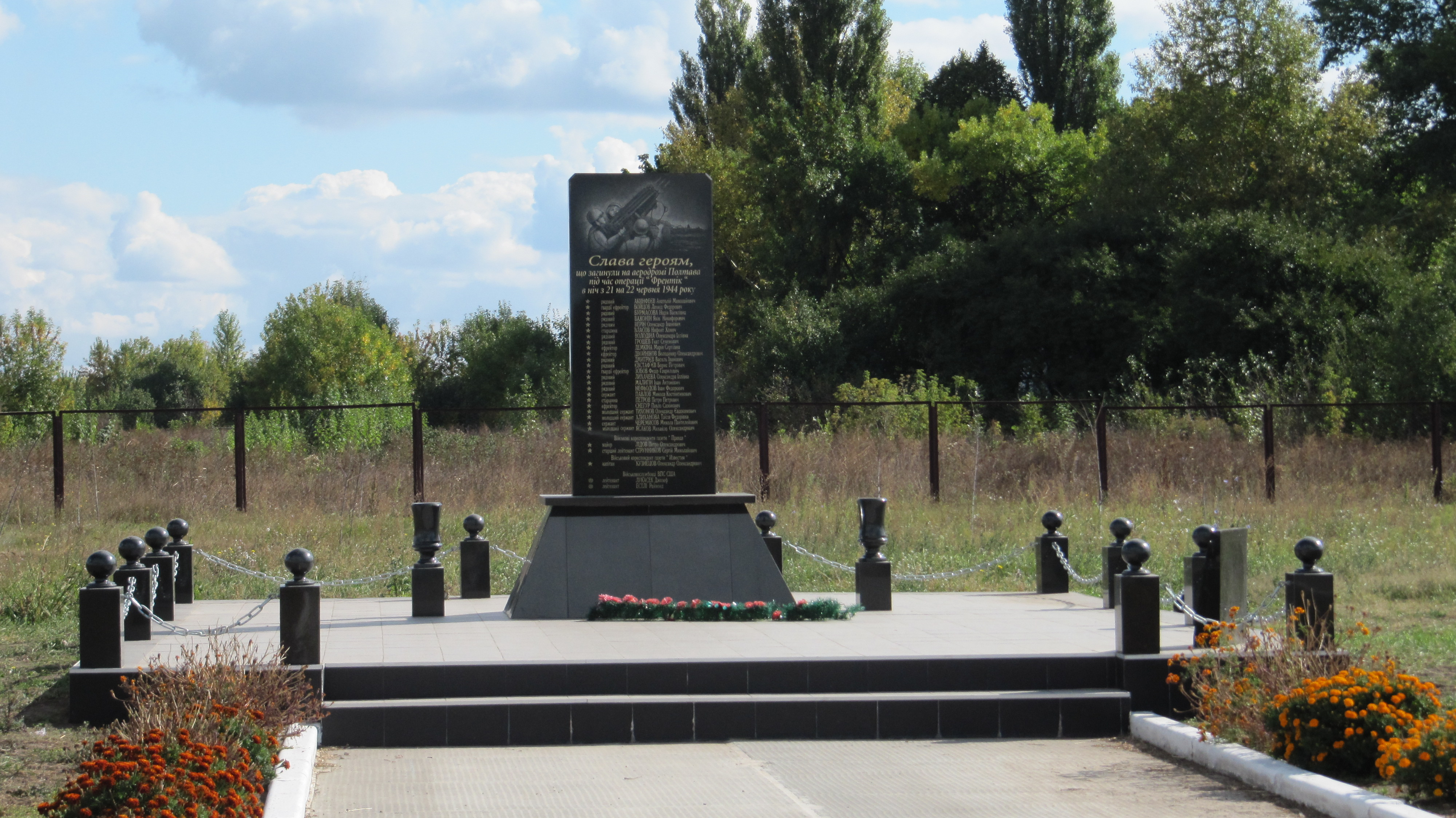

### Военно-исторический парк
| Изображение | Тип               | Описание                                     |
| ----------- | ----------------- | -------------------------------------------- |
|             | МиГ-29            | многоцелевой истребитель                     |
|             | Су-24             | фронтовой бомбардировщик                     |
|             | МиГ-27К «Кайра»   | сверхзвуковой истребитель-бомбардировщик     |
|             | МиГ-23МЛД         | многоцелевой истребитель                     |
|             | МиГ-21СМ          | лёгкий сверхзвуковой фронтовой истребитель   |
| Фото        | Л-39              | учебно-боевой самолёт                        |
|             | Л-29              | учебно-боевой самолёт                        |
| Фото        | Ми-2У             | учебно-тренировочный вертолёт                |
|             | Ми-8Т             | транспортный вертолёт                        |
|             | ЗАБ-500-400       | авиационная бомба                            |
|             | РБК-500           | разовая бомбовая кассета                     |
|             | РГБ-60            | реактивная глубинная бомба                   |
|             | Р90               | реактивный заградительный-глубинный снаряд   |
|             | ФАБ-500 М         | фугасная авиационная бомба                   |
|             | ОФАБ-250Ш         | осколочно-фугасная авиационная бомба         |
|             | С-24              | неуправляемая авиационная ракета             |
|             | П-50Т             | авиационная бомба                            |
|             | РК 9К79 «Точка-У» | ракета                                       |
|             | ГАЗ-63            | среднетоннажный грузовой автомобиль          |
|             | АТС-59Г           | гусеничный быстроходный артиллерийский тягач |
|             | Т-34-85           | средний танк                                 |
|             | П-286 «След»      | кабелеукладчик                               |
|             | ЗПУ-1             | пулемётная установка                         |
|             | М-42              | противотанковое орудие                       |
|             | 2Б11              | миномёт                                      |
|             | ЗИС-3             | противотанковая пушка                        |
|             | Т-12              | противотанковая пушка                        |
|             | Д-30              | гаубица                                      |
|             | Д-20              | гаубица                                      |
|             | С-60              | зенитно-артиллерийский комплекс              |
|             | КС-19             | зенитное орудие                              |